# Dose infecciosa
Dose infecciosa é o número de microrganismos capazes de causar uma infecção. Depende da virulência deste (capacidade de agressão) e da resposta do hospedeiro. Ex. a infecção pelo vírus da hepatite B oferece um risco de 10-30% após uma picada de agulha, enquanto que o vírus da Aids somente 1%. Isto significa que o HVB necessita de uma dose menor que o HIV para causar infecção, ou seja, doença.